# Sandra Garde
Pour les articles homonymes, voir Garde.
Sandra Garde est une patineuse artistique et entraîneur française, double médaillée de bronze aux championnats de France de 1989 et 1990.

## Biographie

### Carrière sportive
Sandra Garde est formée au club de patinage artistique d'Annecy. Elle est double médaillée de bronze aux championnats de France de 1989 (derrière Surya Bonaly et Claude Péri) et 1990 (derrière Surya Bonaly et Laëtitia Hubert).
Elle représente la France à quatre mondiaux juniors (1988 à Brisbane, 1989 à Sarajevo, 1990 à Colorado Springs et 1991 à Budapest). Elle participe également à trois Trophées de France et un Skate Canada.
Elle n'est pas sélectionnée par la fédération française des sports de glace pour participer aux championnats européens, aux mondiaux seniors et aux Jeux olympiques d'hiver.
Elle quitte les compétitions sportives en 1991.

### Reconversion
Sandra Garde patine professionnellement avant de devenir entraîneuse de patinage et chorégraphe à Nice. Elle chorégraphie notamment certains programmes de Maé-Bérénice Méité, Yrétha Silété, Laurine Lecavelier, Lénaëlle Gilleron-Gorry, Stéphane Walker ou Simon Hocquaux.

## Palmarès
| Compétition                   | 1988    | 1989    | 1990    | 1991    |  |  |  |  |  |  |  |  |  |  |
| Jeux olympiques d'hiver       |         |         |         |         |  |  |  |  |  |  |  |  |  |  |
| Championnats du monde         |         |         |         |         |  |  |  |  |  |  |  |  |  |  |
| Championnats d’Europe         |         |         |         |         |  |  |  |  |  |  |  |  |  |  |
| Championnats de France        |         | 3e      | 3e      | F       |  |  |  |  |  |  |  |  |  |  |
| Championnats du monde juniors | 4e      | 7e      | 13e     | 18e     |  |  |  |  |  |  |  |  |  |  |
|                               |         |         |         |         |  |  |  |  |  |  |  |  |  |  |
| Autres Compétitions           | 1987/88 | 1988/89 | 1989/90 | 1990/91 |  |  |  |  |  |  |  |  |  |  |
| Skate Canada                  |         |         |         | 11e     |  |  |  |  |  |  |  |  |  |  |
| Trophée de France             |         | 9e      | 7e      | 11e     |  |  |  |  |  |  |  |  |  |  |
| Légende : F = Forfait         |         |         |         |         |  |  |  |  |  |  |  |  |  |  |